# Estado Islâmico de Coraçone
Estado Islâmico de Coraçone (EI–C) , também Estado Islâmico – Khorasan ou Estado Islâmico – Província de Khorasan (EI–K) (em árabe: الدولة الإسلامية في العراق والشام – ولاية خراسان, ad-Dawlah al-Islāmiyah fī 'l-ʿIrāq wa-sh-Shām – Wilayah Khorasan), é uma organização militar salafita jihadista, um ramo do grupo Estado Islâmico, ativo no Afeganistão e no Paquistão. A área de operações do Estado Islâmico – Khorasan também inclui outras partes do sul da Ásia,  como a Índia.  No entanto, sua principal atividade é na região fronteiriça do leste do Afeganistão e norte do Paquistão.
O ISIS-K começou com o envio de militantes afegãos e paquistaneses de grupos alinhados à Al-Qaeda para a Guerra Civil Síria, que regressaram à região com instruções e financiamento para recrutar combatentes para um ramo do Estado Islâmico na região de Khorasan. O Estado Islâmico anunciou a formação do grupo em janeiro de 2015 e nomeou o ex-militante do Tehrik-i-Taliban Pakistan Hafiz Saeed Khan como seu líder, com o ex-comandante do Talibã afegão Abdul Rauf Aliza indicado como vice-líder. A nova organização recrutou soldados que eram ex-combatentes insatisfeitos e dissidentes do Talibã. Aliza foi morto em um ataque de drones dos Estados Unidos em fevereiro de 2015,  enquanto Khan foi morto em um ataque aéreo estadunidense em julho de 2016. 
Em 13 de abril de 2017, o presidente dos Estados Unidos Donald Trump, ordenou o uso da Mãe de Todas as Bombas (a maior bomba não nuclear do mundo) durante um bombardeio coordenado onde, de acordo com os meios oficiais do governo estadunidense, 94 mortes foram registradas entre os combatentes do Estado Islâmico – Khorasan.
Em 2021, durante a evacuação de civis e militares do Afeganistão após a tomada de Cabul pelo Talibã, o EI-K realizou atentados com homens-bombas no aeroporto de Cabul. Deixando cerca de 182 mortos e mais de 150 feridos, incluindo 13 militares americanos e 28 membros do Talibã. Em Janeiro de 2024, atentados suicidas em Kerman no Irã durante cerimônia comemorativa que marcava o assassinato de Qasem Soleimani matou 91 pessoas e deixou 284 feridos.

## Antecedentes
Por volta de setembro de 2014, o Estado Islâmico enviou representantes ao Paquistão para se encontrar com militantes locais, incluindo algumas facções do Tehrik-i-Taliban Pakistan (TTP), após vários meses de discussões.  Ao mesmo tempo, panfletos, bandeiras e materiais de propaganda em apoio ao Estado Islâmico começaram a ser distribuídos em partes do Paquistão, incluindo panfletos escritos em pashto e dari que convocavam todos os muçulmanos a jurarem fidelidade a Abu Bakr al-Baghdadi. Acreditava-se que os folhetos fossem produzidos e distribuídos do outro lado da fronteira no Afeganistão.  Em outubro de 2014, o ex-comandante do Talibã, Abdul Rauf Khadim, visitou o Iraque. Mais tarde, ele retornou ao Afeganistão, onde recrutou seguidores nas províncias de Helmand e Farah.  No mesmo mês, seis comandantes da TTP no Paquistão; Hafiz Khan Saeed, o porta-voz oficial Shahidullah Shahid e os comandantes da TTP das regiões tribais de Kurram e Khyber e dos distritos de Peshawar e Hangu, desertaram publicamente do TTP e juraram fidelidade a Abu Bakr al-Baghdadi. 
Em 10 de janeiro de 2015, esses seis indivíduos apareceram em um vídeo onde novamente juraram lealdade a al-Baghdadi e nomearam Hafiz Saeed Khan como o líder de seu grupo. Estes juntariam-se a outros comandantes de nível médio, incluindo representantes da província de Logar e Kunar, no Afeganistão e da localidade paquistanesa de Lakki Marwat. Shahidullah Shahid alegou que outros jihadistas de ambos os países apoiavam o juramento de lealdade, mas não puderam comparecer pessoalmente à reunião. 

## História

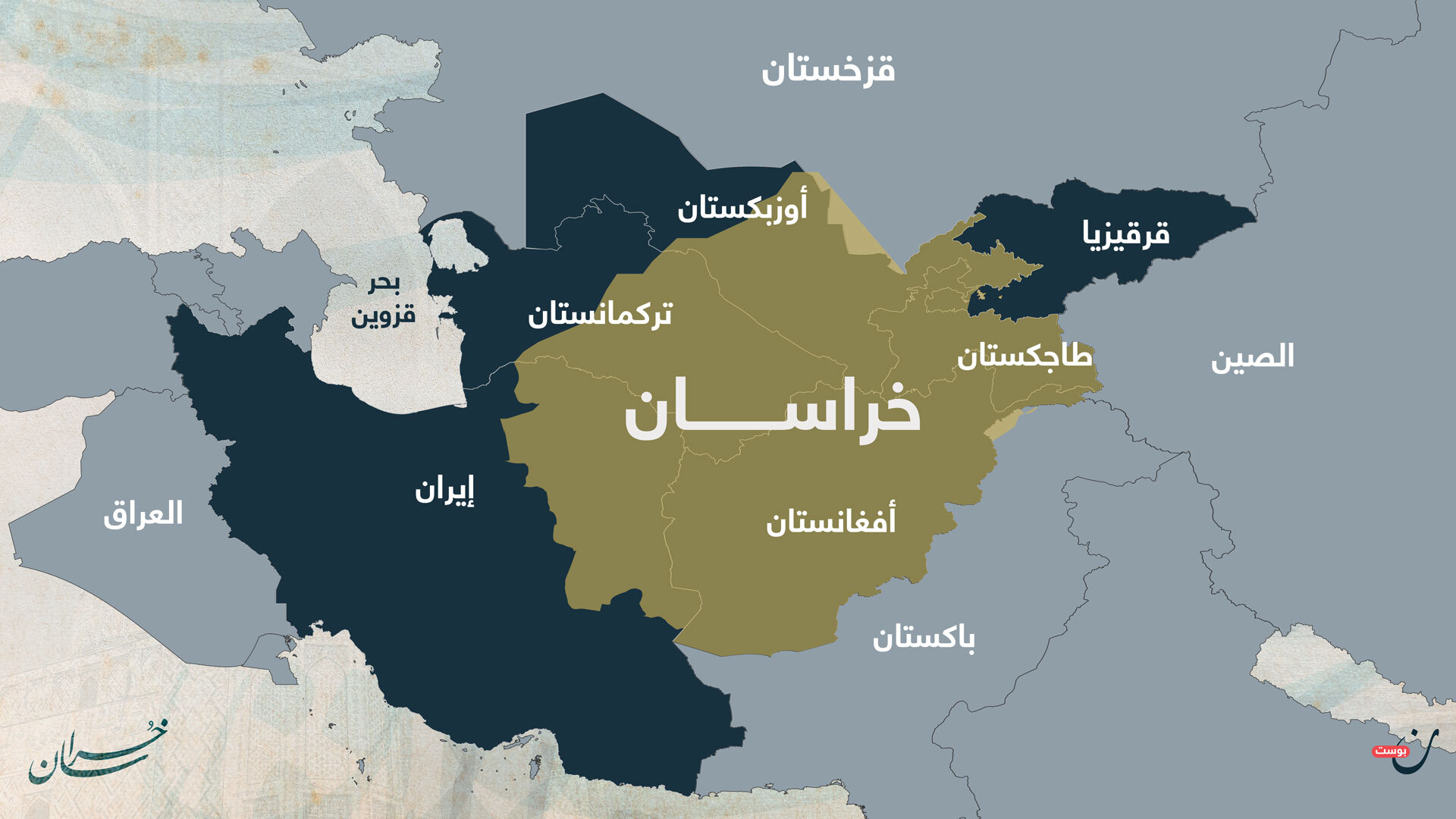
O território histórico de Coraçone em marrom

Em 26 de janeiro de 2015, o porta-voz oficial do Estado Islâmico, Abu Muhammad al-Adnani, divulgou uma declaração em áudio na qual aceitou o juramento de lealdade anterior e anunciou a expansão do califado com a criação do Wilayat Khorasan (Província de Coraçone), uma região histórica que incorpora partes do atual Afeganistão e Paquistão. Hafiz Khan Saeed foi apontado como líder local, ou uale (governador).  Abdul Rauf Aliza foi nomeado como vice, entretanto, este seria morto por um ataque de drones estadunidenses no Afeganistão várias semanas depois. 
O Estado Islâmico começou a recrutar ativamente desertores do Talibã, em particular entre aqueles que estavam insatisfeitos com seus líderes ou com a falta de sucesso no campo de batalha. Isso levou o líder do Talibã, Akhtar Mansour, a escrever uma carta endereçada a Abu Bakr al-Baghdadi, pedindo que o recrutamento no Afeganistão parasse e argumentando que a guerra no Afeganistão deveria estar sob a liderança talibã.  No entanto, combates entre os dois grupos irromperam na província de Nangarhar e, em junho de 2015, o Estado Islâmico foi capaz de capturar território no Afeganistão pela primeira vez. Depois de expulsar com sucesso os talibãs de vários distritos de Nangarhar após meses de confrontos, o grupo começou a realizar seus primeiros ataques contra as forças afegãs na província. O EI–K também estabeleceu uma presença em outras províncias, incluindo Helmand e Farah.  No final de 2015, o Estado Islâmico começou a transmitir rádio em idioma pashto na província de Nangarhar, posteriormente adicionando conteúdo em dari. 
O EI–K seria impulsionado em agosto de 2015, quando o grupo militante baseado no Afeganistão, o Movimento Islâmico do Uzbequistão (MIU), jurou lealdade ao Estado Islâmico e declarou serem membros do Wilayah Khorasan.  Logo após, surgiriam confrontos entre os combatentes do MIU e dos talibãs na província de Zabul. Os talibãs lançaram uma ofensiva contra o movimento uzbeque, causando pesadas baixas e eliminando sua presença na província até o final do ano.   O Talibã também conseguiu expulsar o Estado Islâmico da província de Farah no mesmo período. 

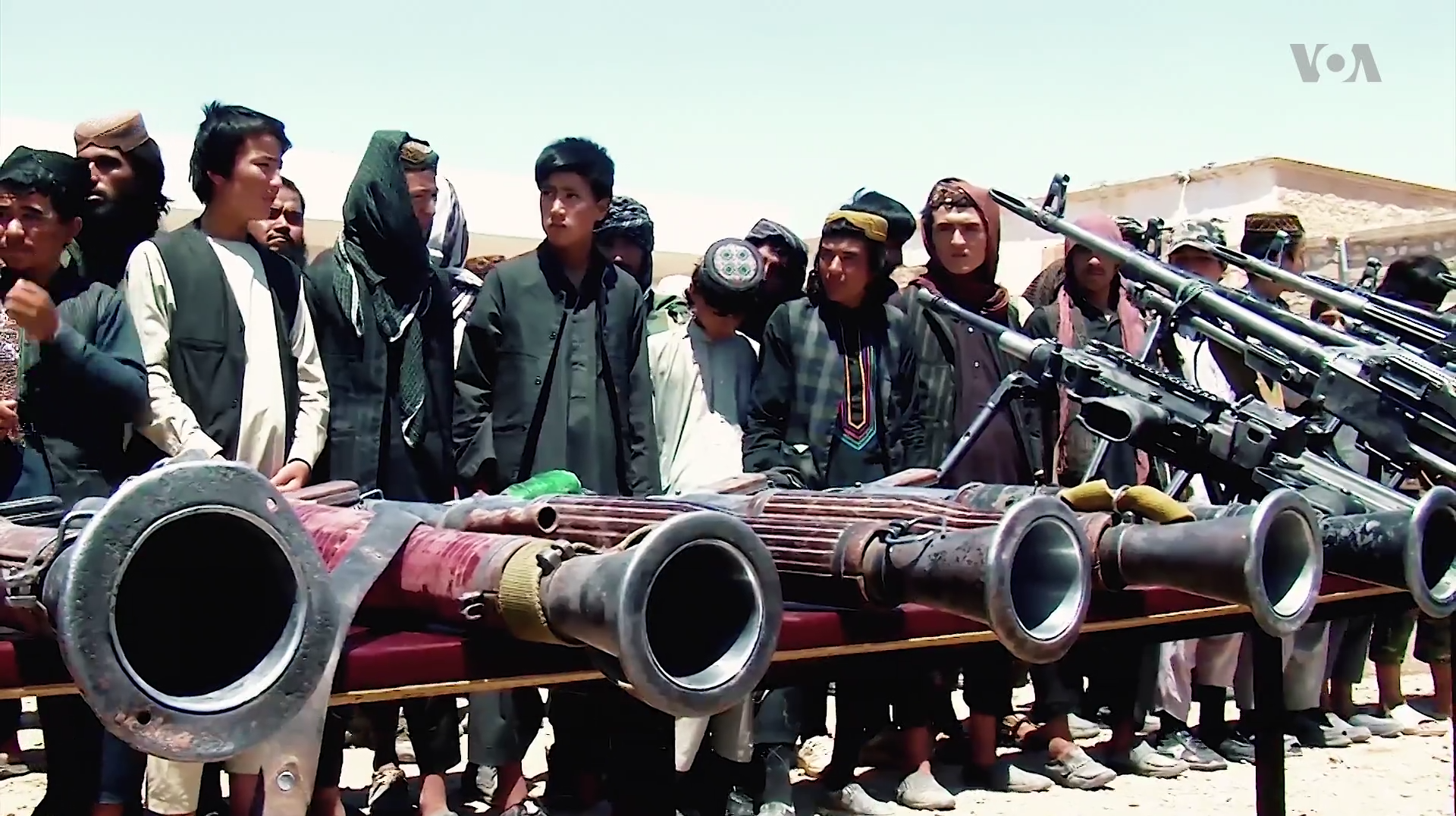
Guerrilheiros do Estado Islâmico que se renderam ao Talibã após a Batalha de Darzab em 2018.

O EI–K sofreu novos reveses em 2016, perdendo o controle de grande parte de seu território na província de Nangarhar. Foi repelido dos distritos de Achin e Shinwar após uma operação militar das Forças de Segurança Afegãs, enquanto os confrontos com os talibãs levariam-nos a serem expulsos dos distritos de Batikot e Chaparhar.   Após o afrouxamento das restrições de alvos pelas Forças dos Estados Unidos no Afeganistão no início do ano, a Força Aérea dos Estados Unidos começou a realizar inúmeros ataques aéreos contra alvos do Estado Islâmico.  Em abril de 2016, o Talibã informou que vários líderes seniores e de nível médio do Wilayah Khorasan, na província de Nangarhar, desertaram do Estado Islâmico e prometeram lealdade ao líder do Talibã, Akhtar Mansour. Os desertores incluíam membros do conselho central do grupo, do conselho judicial e do conselho de prisioneiros, bem como vários comandantes de campo e seus combatentes. 
Em 15 de maio de 2019, o Estado Islâmico proclamou novas sucursais 'Província do Paquistão' e 'Província da Índia' depois de reivindicar ataques no Baluchistão e na Caxemira, respectivamente. Isso sugere que, embora a "Província de Khorasan" ainda exista, sua autoproclamada área geográfica foi provavelmente reduzida. 

## Análise
Segundo um relatório da ONU, até 70 combatentes do Estado Islâmico chegaram do Iraque e da Síria para formar o núcleo do grupo no Afeganistão.  Juntamente com os combatentes estrangeiros do Paquistão e do Uzbequistão, a maior parte do crescimento do número de membros do grupo provém do recrutamento de desertores afegãos do Talibã.  O general estadunidense Sean Swindell disse à BBC que os membros da "Província de Khorasan" estão em contato com a liderança central do Estado Islâmico na Síria, embora a relação exata entre os dois não seja clara. 
Embora o grupo tenha conseguido estabelecer uma base de operações no Afeganistão, teve menos sucesso no Paquistão, realizando em grande parte ataques isolados em pequena escala. 